# 高野松山
高野 松山（たかの しょうざん、1889年（明治22年）5月2日 - 1976年（昭和51年）3月5日）は、日本の漆芸家。熊本県出身。本名は重人。

## 人物
細川藩付の儒学者であった祖父、小学校の校長であった父の長男として生まれる。幼少時より細工に興味を持ち、熊本の工業徒弟学校で漆芸を学んだ。その後は京都市立美術工芸学校（現在の京都市立芸術大学）に入学し、東京美術学校（現在の東京芸術大学）へ転校して同校を卒業する。
東京美術学校では帝室技芸員の白山松哉から蒔絵の技術を習得し、松山という号を授かった。のちに細川護立の援助を得て、目白台の細川邸内に住み込んで「昼は殿様のボディーガード、夜間に制作」という生活を送りながら製作活動に挑む。
その後帝展などへの出品を重ね1955年（昭和30年）に蒔絵における人間国宝に認定され、1957年（昭和32年）には、松山の作品が重要無形文化財に指定された。

## 略歴
- 1916年：東京美術学校漆工科を卒業
- 1919年：東京美術学校漆工研究科を修了・東京美術学校漆工科講師に就任[3]
- 1927年：第8回帝展で初入選
- 1932年：第13回帝展で特選
- 1933年：第14回帝展「おはぐろとんぼ筺」で特選[4]
- 1955年：重要無形文化財「蒔絵」保持者に認定
- 1958年：新綜工芸会を結成
- 1965年：紫綬褒章を受章・第1回キワニス賞を受賞
- 1967年：勲四等瑞宝章を受章
- 1975年：勲三等瑞宝章を受賞

## 作品
- 『木地蒔絵蝶文手箱』[1][2]
- 『獅子蒔絵色紙箱』– 第8回帝展出品[2]。